# Pharotis imogene
Genre
Espèce
Statut de conservation UICN

 CR B1ab(i,ii,iii); D : 
En danger critique
Pharotis imogene est une espèce de chauve-souris, l'unique du genre Pharotis endémique de Papouasie-Nouvelle-Guinée.